# تستا دل لئون
تستا دل لئون (به لاتین: Testa del Leone) یک کوه در سوئیس است که در کانتون وله واقع شده‌است. تستا دل لئون ۳٬۷۱۵ متر بالاتر از سطح دریا واقع شده‌است.